# アル・ホセイマ
アル・ホセイマ（Al Hoceima、アラビア語: الحسيمة）は、モロッコ北部に位置する都市。地中海に面した港町であるが、町はリーフ山脈の崖の上にあり、中心部のケマド・ビーチ地区のみが海に面している。アル・ホセイマ州の州都。

## 歴史
アル・ホセイマはスペイン領モロッコ時代の1925年、スペインによって建設された。スペインの部隊はビーチに家屋や病院、学校を建て、街を作ったものの、1920年代から1930年代にかけては街はほとんど成長しなかった。1956年、この地域がモロッコ王国として独立すると、政府はこの街をアル・ホセイマと改名。1950年代は内乱により貧困率が高かったものの、時間が経つに連れ経済が回復。独立後には建築物を白色と青色に塗る文化が生まれ現在も引き継がれている。また、アル・ホセイマはスペインの文化が色濃く残っている。。

この地域では近年2度の大きな地震があった。1994年5月26日にはマグニチュード6.0の地震があった。2004年2月24日に発生したアル・ホセイマ地震はマグニチュード6.5であり、この地震で500人以上が死亡した。

## 経済
アル・ホセイマの人口は2014年の国勢調査で56,716人。街の経済は主に漁業である。アル・ホセイマ港の漁業量は全国5位である。また、アル・ホセイマは人気の観光地の一つである。サンフルホ将軍が1925年に上陸したケマド・ビーチが現在観光の中心となっており、テニスコート、レストラン、カクテルバーやナイトクラブの揃ったムハンマド5世ホテルが建ち、観光客を集めている。1950年代から1960年代にかけて、この地域がまだ貧しかった頃、家々のほとんどは海と空を表す白と青に塗られていた。これはこの街の公式な色と考えられていた。その後経済が成長するにつれて住民は自分の家を好きな色に塗り始めたが、2007年に市長は新しく建てられる家は伝統的な白と青に塗られるべきだとして条例を省亭する。

## 交通

### 空港
- シャリーフ・アル＝イドリースィー空港

### 港湾
- アル・ホセイマ港 - ヨーロッパとアル・ホセイマ港を結ぶ。2012年には24,000人が利用した[1]。